# Futbol'nyj Klub Dynamo Kyïv 2019-2020
Questa voce raccoglie le informazioni riguardanti il Futbol'nyj Klub Dynamo Kyïv, meglio conosciuto come Dinamo Kiev, nelle competizioni ufficiali della stagione 2019-2020.

## Stagione
La squadra è inizialmente allenata per il terzo anno dall'ex attaccante della Dinamo e della nazionale bielorussa Aljaksandr Chackevič, già allenatore della seconda squadra. Per il sesto anno consecutivo il primo incontro ufficiale della Dinamo è la sfida in Supercoppa d'Ucraina contro lo Šachtar. La Dinamo Kiev trionfa per due reti a una e vince il trofeo per l'ottava volta nella sua storia, eguagliando proprio il record dei rivali di Donec'k. Il 31 luglio la squadra esordisce in campionato, imponendosi per 2-0 sul campo del Karpaty. Il 12 agosto, in virtù del risultato complessivo di 4-3, la Dinamo Kiev viene eliminata al terzo turno di qualificazione di UEFA Champions League dai belgi del Club Bruges. A causa dell'eliminazione dalla Champions League, la dirigenza esonera il tecnico bielorusso Chackevič e nomina al suo posto Oleksij Mychajlyčenko, ex allenatore tra il 2002 e il 2004 e attuale direttore sportivo.
Il 30 agosto a Monte Carlo ha luogo il sorteggio dei gironi di Europa League che vede impegnata la Dinamo nel gruppo B con i campioni di Danimarca del Copenaghen, gli svedesi del Malmö FF e gli svizzeri del Lugano. L'esordio in Europa League, sorride alla squadra di Mychajlyčenko, che batte 1-0 in casa il Malmö. Il 30 ottobre, grazie alla vittoria per 2-1 ottenuta ai tempi supplementari contro lo Šachtar, la Dinamo Kiev supera gli ottavi di finale di Coppa di Ucraina. Il 12 dicembre si conclude l'avventura europea della Dinamo Kiev, che non riesce ad andare oltre l'1-1 interno contro il Lugano e finisce al terzo posto nel girone. L'11 marzo, grazie alla vittoria di misura per 1-0 ottenuta ai tempi supplementari contro l'Oleksandrija, la Dinamo supera i quarti di finale della coppa nazionale.
Il 31 maggio riprende il campionato, dopo lo stop forzato a seguito dell'emergenza dovuta alla pandemia di COVID-19, con la Dinamo che perde per 3-1 contro lo Šachtar. Il 17 giugno, con una doppietta di Mikkel Duelund, la Dinamo Kiev estromette il Mynaj dalla Coppa di Ucraina e si qualifica per la finale. Il 9 luglio, con la vittoria ai rigori contro il Vorskla, la Dinamo Kiev conquista la dodicesima Coppa di Ucraina della sua storia. Il 19 luglio, nonostante la sconfitta per 2-0 contro il Kolos Kovalivka, si conclude la stagione della Dinamo Kiev con la qualificazione alla prossima edizione della UEFA Champions League.

## Maglie e sponsor
Lo sponsor tecnico per la stagione 2019-2020 è New Balance, mentre lo sponsor ufficiale è FavBet, presente con un piccolo logo nella parte superiore dello stemma e con una scritta più grande sul retro sotto il numero di maglia. La prima maglia, completamente bianca, non ha colletto ma un bordo azzurro lungo il collo. Sul petto da sinistra a destra sono impressi lo stemma della Dinamo Kiev, la bandiera dell'Ucraina e il simbolo della New Balance. La parte inferiore delle maniche è blu, mentre quella superiore è bianca con inserti gialli alla fine. Sulle spalle e dietro la schiena è presente il tessuto traspirante. Il secondo equipaggiamento ha due tonalità di blu, più scura sulle spalle e più chiara lungo il corpo e la schiena. La divisa non ha colletto, né bordino; sul davanti ci sono leggere strisce verticali blu scure, mentre sulle maniche ci sono gli stessi inserti gialli già presenti sulla prima maglia. Su entrambe le maglie è incisa la sigla FCDK sul retro del colletto.
|  | Casa |  | Trasferta |

## Organigramma societario

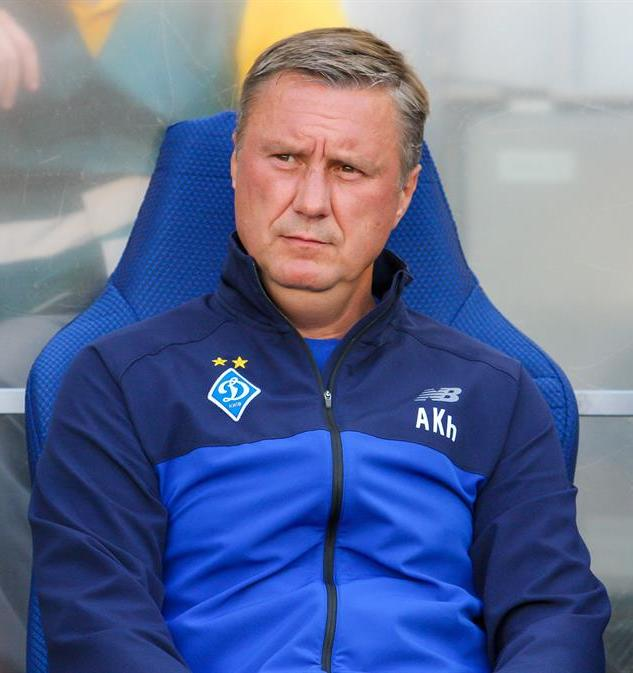
L'allenatore della Dinamo Kiev, Aljaksandr Chackevič, dapprima confermato sulla panchina dei bianco-blu e successivamente esonerato
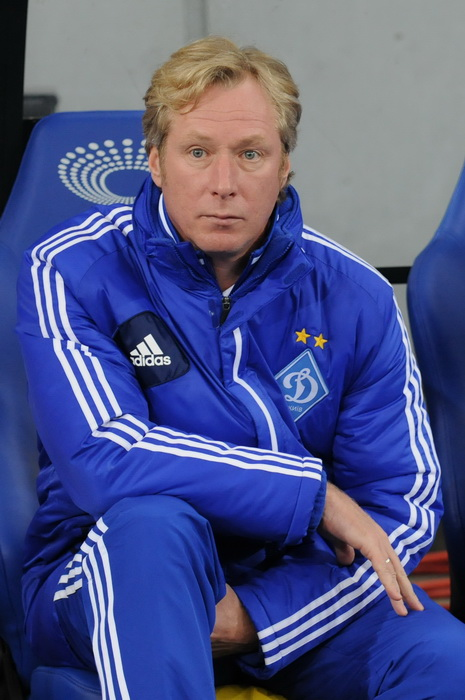
Oleksij Mychajlyčenko, il nuovo tecnico della Dinamo Kiev, chiamato in sostituzione di Chackevič

Dal sito internet ufficiale della società.
Area direttiva
- Presidente: Ihor Surkis
- Primo Vicepresidente: Vitalii Sivkov
- Direttore generale: Rezo Chokhonelidze
- Direttore sportivo: Oleksij Mychajlyčenko
- Vicepresidenti: Leonid Ashkenazi, Oleksii Palamarchuk, Mykhailo Petroshenko, Oleksii Semenenko, Andriy Madzyanovskyi, Yevhen Krasnykov

Area tecnica
- Allenatore: Aljaksandr Chackevič;[1] Oleksij Mychajlyčenko[2]
- Allenatore in seconda: Oleh Lužnyj;[1] Vadym Jevtušenko[2]
- Allenatore in terza: Maksim Shatskix;[1] Serhij Fedorov[2]
- Preparatore dei portieri: Mychajlo Mychajlov
- Preparatori atletici: Vytalii Kulyba, Volodymyr Yarmoshuk

Area sanitaria
- Fisioterapisti: Volodymyr Malyuta, Leonid Myronov, Andrij Shmorgun
- Staff medico: Serhij Kravchenko, Andrij Soldatkin, Andrij Sobchenko, Anatolij Sosynovich, Vasyl Yashchenko

Area marketing
- Gruppo analitico: Olexandr Kozlov, Anatolij Kroshchenko

Area amministrativa
- Amministrazione: Olexandr Lemishko, Viktor Kashpour, Anatolij Pashkovskyi, Pylyp Repetylo

## Rosa

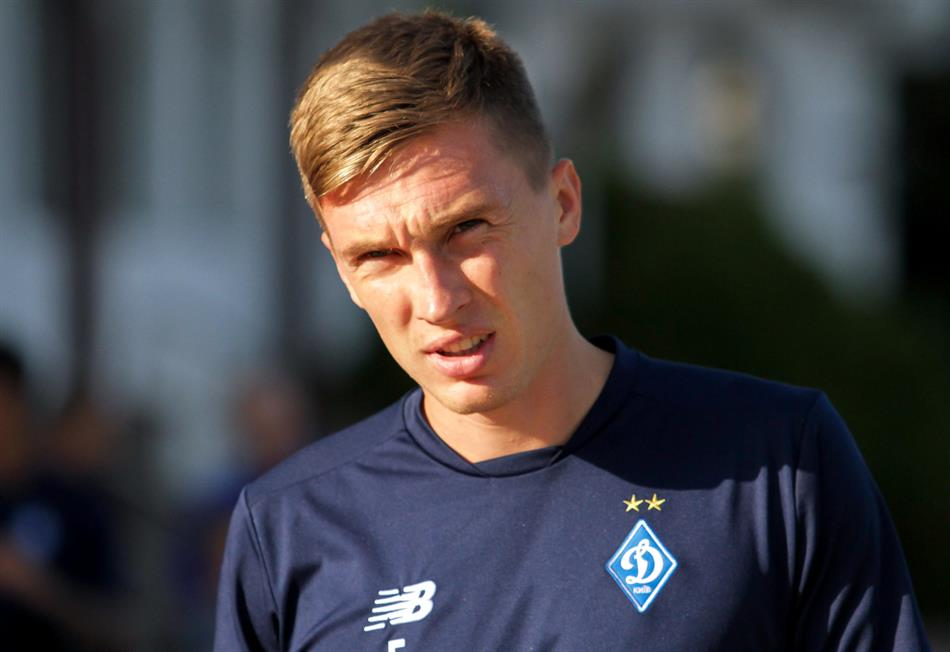
Serhij Sydorčuk, alla sua ottava stagione con la Dinamo Kiev, è il capitano della squadra

Rosa e numerazione, tratte dal sito ufficiale della Dynamo Kyïv.
| N. |                       | Ruolo | Calciatore                 |
| -- | --------------------- | ----- | -------------------------- |
| 1  | Ucraina (bandiera)    | P     | Heorhij Buščan             |
| 4  | Ucraina (bandiera)    | D     | Denys Popov                |
| 5  | Ucraina (bandiera)    | C     | Serhij Sydorčuk (capitano) |
| 6  | Ghana (bandiera)      | D     | Abdul Kadiri Mohammed      |
| 7  | Slovacchia (bandiera) | C     | Benjamin Verbič            |
| 8  | Ucraina (bandiera)    | C     | Volodymyr Šepeljev         |
| 9  | Spagna (bandiera)     | A     | Fran Sol                   |
| 10 | Ucraina (bandiera)    | C     | Mykola Šaparenko           |
| 11 | Ucraina (bandiera)    | C     | Heorhij Citaišvili         |
| 14 | Uruguay (bandiera)    | C     | Carlos de Pena             |
| 15 | Ucraina (bandiera)    | C     | Viktor Cyhankov            |
| 16 | Ucraina (bandiera)    | D     | Vitalij Mykolenko          |
| 17 | Brasile (bandiera)    | D     | Sidcley                    |
| 18 | Ucraina (bandiera)    | C     | Oleksandr Andrijevs'kyj    |
| 19 | Ucraina (bandiera)    | C     | Denys Harmaš               |
| 20 | Ucraina (bandiera)    | C     | Oleksandr Karavajev        |

| N. |                        | Ruolo | Calciatore          |
| -- | ---------------------- | ----- | ------------------- |
| 22 | Lussemburgo (bandiera) | A     | Gerson Rodrigues    |
| 23 | Croazia (bandiera)     | D     | Josip Pivarić       |
| 25 | Perù (bandiera)        | D     | Carlos Zambrano     |
| 26 | Ucraina (bandiera)     | D     | Mykyta Burda        |
| 27 | Ucraina (bandiera)     | A     | Jevhen Isajenko     |
| 29 | Ucraina (bandiera)     | C     | Vitalij Bujal's'kij |
| 30 | Ucraina (bandiera)     | D     | Artem Šabanov       |
| 31 | Ucraina (bandiera)     | P     | Vladyslav Kučeruk   |
| 32 | Belgio (bandiera)      | A     | Ibrahim Kargbo Jr.  |
| 41 | Ucraina (bandiera)     | A     | Artem Bjesjedin     |
| 44 | Ungheria (bandiera)    | D     | Tamás Kádár         |
| 70 | Ucraina (bandiera)     | A     | Nazarij Rusyn       |
| 71 | Ucraina (bandiera)     | P     | Denys Bojko         |
| 77 | Nigeria (bandiera)     | C     | Benito              |
| 94 | Polonia (bandiera)     | D     | Tomasz Kędziora     |
| 99 | Danimarca (bandiera)   | C     | Mikkel Duelund      |

## Calciomercato

### Sessione estiva
| Acquisti         | Acquisti              | Acquisti        | Acquisti                    |
| R.               | Nome                  | da              | Modalità                    |
| ---------------- | --------------------- | --------------- | --------------------------- |
| D                | Abdul Kadiri Mohammed | Austria Vienna  | definitivo                  |
| C                | Oleksandr Karavajev   | Zorja           | definitivo (1,25 milioni €) |
| C                | Gerson Rodrigues      | Júbilo Iwata    | definitivo (2 milioni €)    |
| Altre operazioni |                       |                 |                             |
| R.               | Nome                  | da              | Modalità                    |
| P                | Maksym Koval'         | Al-Fateh        | fine prestito               |
| D                | Mykola Morozjuk       | Çaykur Rizespor | fine prestito               |
| D                | Zurab Očihava         | Dnipro-1        | fine prestito               |
| D                | Aleksandar Pantić     | Cadice          | fine prestito               |
| D                | Carlos Zambrano       | Basilea         | fine prestito               |
| C                | Mikita Korzun         | Al-Fateh        | fine prestito               |

| Cessioni         | Cessioni             | Cessioni        | Cessioni      |
| R.               | Nome                 | a               | Modalità      |
| ---------------- | -------------------- | --------------- | ------------- |
| P                | Artur Rudko          | Pafos           | definitivo    |
| C                | Vitor Frezarin Bueno | Santos          | fine prestito |
| A                | Nazarij Rusyn        | Zorja           | prestito      |
| A                | Vladyslav Suprjaha   | Dnipro-1        | prestito      |
| Altre operazioni |                      |                 |               |
| R.               | Nome                 | a               | Modalità      |
| P                | Maksym Koval'        | Al-Fateh        | definitivo    |
| D                | Mykola Morozjuk      | Çaykur Rizespor | gratuito      |
| D                | Zurab Očihava        | Vorskla         | definitivo    |
| D                | Aleksandar Pantić    |                 | svincolato    |
| C                | Serhij Buleca        | Dnipro-1        | prestito      |
| C                | Mikita Korzun        | Vilafranquense  | prestito      |

### Sessione invernale
| Acquisti         | Acquisti                | Acquisti | Acquisti      |
| R.               | Nome                    | da       | Modalità      |
| ---------------- | ----------------------- | -------- | ------------- |
| C                | Benito                  | Tambov   | definitivo    |
| A                | Ibrahim Kargbo Jr.      |          | svincolato    |
| A                | Nazarij Rusyn           | Zorja    | fine prestito |
| Altre operazioni |                         |          |               |
| R.               | Nome                    | da       | Modalità      |
| A                | Derlis González Galeano | Santos   | fine prestito |

| Cessioni         | Cessioni                | Cessioni         | Cessioni                         |
| R.               | Nome                    | a                | Modalità                         |
| ---------------- | ----------------------- | ---------------- | -------------------------------- |
| D                | Tamás Kádár             | Shandong Taishan | definitivo (3 milioni €)         |
| D                | Sidcley                 | Corinthians      | prestito oneroso (0,6 milioni €) |
| C                | Denys Harmaš            | Çaykur Rizespor  | prestito                         |
| A                | Gerson Rodrigues        | Ankaragücü       | prestito                         |
| Altre operazioni |                         |                  |                                  |
| R.               | Nome                    | a                | Modalità                         |
| C                | Mykyta Kravčenko        | Olimpik Donec'k  | prestito                         |
| D                | Carlos Zambrano         | Boca Juniors     | definitivo (1,5 milioni €)       |
| A                | Derlis González Galeano | Olimpia          | definitivo (4,55 milioni €)      |

## Risultati

### Prem"jer-liha

#### Girone d'andata
| Arbitro: | Kopievs'kyj (Kropyvnyc'kyj) |

|  |           |                                          |
|  | Marcatori | 42’ (aut.) Kovtun 45+2’ (rig.) Bjesjedin |

| Arbitro: | Paschal (Cherson) |

|  |           |                                             |
|  | Marcatori | 45+1’, 45+3’ (rig.) Bujal's'kij 52’ de Pena |

| Arbitro: | Kozyk (Mukačevo) |

|               |           |                       |
| Rodrigues 39’ | Marcatori | 21’ Moraes 65’ Marlos |

| Arbitro: | Bondarenko (Odessa) |

|  |           |              |
|  | Marcatori | 90+1’ Verbič |

| Arbitro: | Romanov (Dnipro) |

|              |           |              |
| Cyhankov 62’ | Marcatori | 52’ Politylo |

| Arbitro: | Truchanov (Charkiv) |

|                          |           |                           |
| Hromov 42’ Abu Hanna 82’ | Marcatori | 18’ Rodrigues 36’ de Pena |

| Arbitro: | Kopievs'kyj (Kropyvnyc'kyj) |

|               |           |                              |
| Bjesjedin 49’ | Marcatori | 40’ Kalytvyncev 56’ Filippov |

| Arbitro: | Možarovs'kyj (Leopoli) |

|  |           |                                                        |
|  | Marcatori | 9’ Cyhankov 35’ Šabanov 37’, 83’ de Pena 46’ Bjesjedin |

| Arbitro: | Abdula (Charkiv) |

|                                |           |  |
| Verbič 30’ Cyhankov 80’ (rig.) | Marcatori |  |

| Arbitro: | Kovalenko (Poltava) |

|  |           |                                                            |
|  | Marcatori | 56’ (rig.) Cyhankov 66’, 81’ Bjesjedin 90+5’ (rig.) Verbič |

| Arbitro: | Balakin (Kiev) |

|               |           |  |
| Mykolenko 32’ | Marcatori |  |

#### Girone di ritorno
| Arbitro: | Kryvuškin (Charkiv) |

|            |           |                    |
| Verbič 49’ | Marcatori | 85’ (aut.) Šabanov |

| Arbitro: | Abdula (Charkiv) |

|                                                             |           |  |
| Šaparenko 11’ Cyhankov 30’ (rig.) Bjesjedin 82’ Popov 90+1’ | Marcatori |  |

| Arbitro: | Balakin (Kiev) |

|             |           |  |
| Kryvcov 17’ | Marcatori |  |

| Arbitro: | Paschal (Cherson) |

|                                         |           |  |
| Bujal's'kij 21’ Cyhankov 78’ Verbič 81’ | Marcatori |  |

| Arbitro: | Romanov (Dnipro) |

|            |           |                                |
| Shahab 38’ | Marcatori | 37’, 79’ Bjesjedin 87’ de Pena |

| Arbitro: | Abdula (Charkiv) |

|            |           |                                     |
| Verbič 22’ | Marcatori | 6’ Mychajličenko 56’ Chomčenovs'kyj |

| Arbitro: | Kopievs'kyj (Kropyvnyc'kyj) |

|  |           |              |
|  | Marcatori | 25’ Cyhankov |

| Arbitro: | Romanov (Dnipro) |

|                              |           |               |
| Bujal's'kij 50’ Verbič 90+1’ | Marcatori | 63’ Stepanjuk |

| Arbitro: | Monzul' (Charkiv) |

|                        |           |                     |
| Suprjaha 71’, 82’, 90’ | Marcatori | 45+2’ (rig.) Verbič |

| Arbitro: | Romanov (Dnipro) |

|                           |           |  |
| Fran Sol 41’ Cyhankov 54’ | Marcatori |  |

| Arbitro: | Možarovs'kyj (Leopoli) |

|                      |           |                                           |
| Hrečyškin 62’ (rig.) | Marcatori | 45’ Šabanov 60’ Bujal's'kij 85’ Mykolenko |

#### Poule scudetto
| Arbitro: | Bojko (Kiev) |

|           |           |              |
| Rusyn 69’ | Marcatori | 80’ Filippov |

| Arbitro: | Monzul' (Charkiv) |

|                                    |           |                 |
| Marlos 39’, 67’ Marcos Antônio 74’ | Marcatori | 38’ Bujal's'kij |

| Arbitro: | Romanov (Dnipro) |

|                                                                 |           |                      |
| Bujal's'kij 14’, 83’ Rusyn 20’ (rig.) Mykolenko 65’ de Pena 81’ | Marcatori | 32’ (rig.) Hrečyškin |

| Arbitro: | Balakin (Kiev) |

|                     |           |                                            |
| Jurčenko 54’ (rig.) | Marcatori | 71’ Bujal's'kij 75’ de Pena 90+5’ Cyhankov |

| Arbitro: | Bojko (Kiev) |

|                                        |           |                         |
| Cyhankov 64’ (rig.) de Pena 87’ (rig.) | Marcatori | 54’ (rig.) Vilhjálmsson |

| Arbitro: | Monzul' (Charkiv) |

|                                               |           |                  |
| Kartušov 12’ Kargbo 25’ (aut.) Hitčenko 90+1’ | Marcatori | 3’, 86’ Cyhankov |

| Arbitro: | Romanov (Dnipro) |

|                        |           |                                               |
| Verbič 51’ de Pena 67’ | Marcatori | 31’ Stepanenko 39’ Konopljanka 72’ A. Patrick |

| Arbitro: | Romanov (Dnipro) |

|                                   |           |                 |
| Tret'jakov 23’ (rig.), 89’ (rig.) | Marcatori | 63’, 75’ Verbič |

| Arbitro: | Monzul' (Charkiv) |

|                                |           |           |
| Cyhankov 14’, 34’ Sydorčuk 15’ | Marcatori | 2’ Hromov |

| Arbitro: | Kozyrjac'kyj (Zaporižžja) |

|                                     |           |  |
| Lysenko 54’ Vilhjálmsson 71’ (rig.) | Marcatori |  |

### Coppa d'Ucraina
| Arbitro: | Kopievs'kyj (Kropyvnyc'kyj) |

|                         |           |                  |
| Sydorčuk 22’ Popov 109’ | Marcatori | 90+2’ Stepanenko |

| Arbitro: | Romanov (Dnipro) |

|               |           |  |
| Cyhankov 106’ | Marcatori |  |

| Arbitro: | Monzul' (Charkiv) |

|  |           |                 |
|  | Marcatori | 9’, 39’ Duelund |

| Arbitro: | Monzul' (Charkiv) |

|                                                                                     |                      |                                                                      |
| Verbič 28’                                                                          | Marcatori            | 11’ Stepanjuk                                                        |
| Verbič Cyhankov Kędziora de Pena Andrijevs'kyj Sydorčuk Šaparenko Mykolenko Šabanov | Tiri di rigore 8 – 7 | Puclin Kane Luizão Opanasenko N'Diaye Česnakov Perduta Sapaj Bajenko |

### Champions League

#### Qualificazioni
| Arbitro: | Estrada Fernández |

|                    |           |  |
| Vanaken 37’ (rig.) | Marcatori |  |

| Arbitro: | Bebek |

|                                                  |           |                                  |
| Bujal's'kij 6’ Šepeljev 50’ Mechele 90+3’ (aut.) | Marcatori | 38’ Deli 88’ Vormer 90+5’ Openda |

### Europa League

#### Fase a gironi
| Arbitro: | Stavrev |

|                 |           |  |
| Bujal's'kij 84’ | Marcatori |  |

| San Gallo 3 ottobre 2019, ore 21:00 CEST Gruppo B – 2ª giornata | Lugano | 0 – 0 referto | Dinamo Kiev | Kybunpark (1 281 spett.)\| Arbitro: \| Abed \| |
| Arbitro:                                                        | Abed   |               |             |                                                |

| Arbitro: | Umut Meler |

|             |           |             |
| Šabanov 53’ | Marcatori | 2’ Sōtīriou |

| Arbitro: | Bognar |

|          |           |            |
| Stage 4’ | Marcatori | 70’ Verbič |

| Arbitro: | Královec |

|                                             |           |                                       |
| Bengtsson 2’ Rosenberg 48’, 90+6’ Rakip 57’ | Marcatori | 18’ Mykolenko 39’ Cyhankov 77’ Verbič |

| Arbitro: | Ağayev |

|                |           |             |
| Cyhankov 90+4’ | Marcatori | 45’ Aratore |

### Supercoppa
| Arbitro: | Romanov (Dnipro) |

|                      |           |                  |
| Burda 80’ Harmaš 83’ | Marcatori | 45+2’ A. Patrick |

## Statistiche

### Statistiche di squadra
| Competizione         | Punti | In casa | In casa | In casa | In casa | In casa | In casa | In trasferta | In trasferta | In trasferta | In trasferta | In trasferta | In trasferta | Totale | Totale | Totale | Totale | Totale | Totale | DR  |
| Competizione         | Punti | G       | V       | N       | P       | Gf      | Gs      | G            | V            | N            | P            | Gf           | Gs           | G      | V      | N      | P      | Gf     | Gs     | DR  |
| -------------------- | ----- | ------- | ------- | ------- | ------- | ------- | ------- | ------------ | ------------ | ------------ | ------------ | ------------ | ------------ | ------ | ------ | ------ | ------ | ------ | ------ | --- |
| Prem"jer-liha        | 59    | 16      | 9       | 3       | 4       | 32      | 16      | 16           | 9            | 2            | 5            | 33           | 19           | 32     | 18     | 5      | 9      | 65     | 36     | +29 |
| Coppa d'Ucraina      | -     | 2       | 2       | 0       | 0       | 3       | 1       | 1            | 1            | 0            | 0            | 2            | 0            | 4      | 3      | 1      | 0      | 6      | 2      | +4  |
| Champions League     | -     | 1       | 0       | 1       | 0       | 3       | 3       | 1            | 0            | 0            | 1            | 0            | 1            | 2      | 0      | 1      | 1      | 3      | 4      | -1  |
| Europa League        | 7     | 3       | 1       | 2       | 0       | 3       | 2       | 3            | 0            | 2            | 1            | 4            | 5            | 6      | 1      | 4      | 1      | 7      | 7      | 0   |
| Supercoppa d'Ucraina | -     | -       | -       | -       | -       | -       | -       | -            | -            | -            | -            | -            | -            | 1      | 1      | 0      | 0      | 2      | 1      | +1  |
| Totale               | 66    | 22      | 12      | 6       | 4       | 50      | 22      | 21           | 10           | 4            | 7            | 39           | 25           | 45     | 23     | 11     | 11     | 83     | 49     | +34 |

### Andamento in campionato
| Giornata  | 1 | 2 | 3 | 4 | 5 | 6 | 7 | 8 | 9 | 10 | 11 | 12 | 13 | 14 | 15 | 16 | 17 | 18 | 19 | 20 | 21 | 22 | 23 | 24 | 25 | 26 | 27 | 28 | 29 | 30 | 31 | 32 |
| --------- | - | - | - | - | - | - | - | - | - | -- | -- | -- | -- | -- | -- | -- | -- | -- | -- | -- | -- | -- | -- | -- | -- | -- | -- | -- | -- | -- | -- | -- |
| Luogo     | T | T | C | T | C | T | C | T | C | T  | C  | C  | C  | T  | C  | T  | C  | T  | C  | T  | C  | T  | C  | T  | C  | T  | C  | T  | C  | T  | C  | T  |
| Risultato | V | V | P | V | N | N | P | V | V | V  | V  | N  | V  | P  | V  | V  | P  | V  | V  | P  | V  | V  | N  | P  | V  | V  | V  | P  | P  | N  | V  | P  |
| Posizione | 2 | 2 | 3 | 3 | 5 | 5 | 6 | 6 | 3 | 3  | 2  | 2  | 2  | 4  | 2  | 2  | 4  | 2  | 2  | 3  | 3  | 2  | 2  | 4  | 3  | 2  | 2  | 2  | 3  | 3  | 2  | 2  |

Legenda:

Luogo: C = Casa; T = Trasferta. Risultato: R = Rinviata; V = Vittoria; N = Pareggio; P = Sconfitta.

### Statistiche dei giocatori
In corsivo i calciatori che hanno lasciato la squadra a stagione in corso.
| Giocatore        | Prem"jer-liha | Prem"jer-liha | Prem"jer-liha | Prem"jer-liha | Coppa d'Ucraina | Coppa d'Ucraina | Coppa d'Ucraina | Coppa d'Ucraina | Champions League+ Europa League | Champions League+ Europa League | Champions League+ Europa League | Champions League+ Europa League | Supercoppa d'Ucraina | Supercoppa d'Ucraina | Supercoppa d'Ucraina | Supercoppa d'Ucraina | Totale   | Totale | Totale      | Totale     |
| Giocatore        | Presenze      | Reti          | Ammonizioni   | Espulsioni    | Presenze        | Reti            | Ammonizioni     | Espulsioni      | Presenze                        | Reti                            | Ammonizioni                     | Espulsioni                      | Presenze             | Reti                 | Ammonizioni          | Espulsioni           | Presenze | Reti   | Ammonizioni | Espulsioni |
| ---------------- | ------------- | ------------- | ------------- | ------------- | --------------- | --------------- | --------------- | --------------- | ------------------------------- | ------------------------------- | ------------------------------- | ------------------------------- | -------------------- | -------------------- | -------------------- | -------------------- | -------- | ------ | ----------- | ---------- |
| O. Andrijevs'kyj | 7             | 0             | 3             | 0             | 3               | 0               | 1               | 0               | 1+0                             | 0+0                             | 0+0                             | 0+0                             | 0                    | 0                    | 0                    | 0                    | 11       | 0      | 4           | 0          |
| Benito           | 1             | 0             | 0             | 0             | 0               | 0               | 0               | 0               | -+-                             | -+-                             | -+-                             | -+-                             | -                    | -                    | -                    | -                    | 1        | 0      | 0           | 0          |
| A. Bjesjedin     | 13            | 8             | 6             | 0             | 1               | 0               | 0               | 0               | 2+6                             | 0+0                             | 0+2                             | 0+0                             | 1                    | 0                    | 0                    | 0                    | 23       | 8      | 8           | 0          |
| D. Bojko         | 12            | -16           | 1             | 0             | 1               | -0              | 0               | 0               | 2+1                             | -4+-0                           | 0+0                             | 0+0                             | 1                    | -1                   | 0                    | 0                    | 17       | -21    | 1           | 0          |
| V. Bujal's'kij   | 27            | 9             | 1             | 1             | 3               | 0               | 1               | 0               | 2+4                             | 1+1                             | 0+0                             | 0+0                             | 1                    | 0                    | 1                    | 0                    | 37       | 11     | 3           | 1          |
| M. Burda         | 9             | 0             | 3             | 0             | 0               | 0               | 0               | 0               | 2+0                             | 0+0                             | 0+0                             | 1+0                             | 1                    | 1                    | 0                    | 0                    | 12       | 1      | 3           | 1          |
| H. Buščan        | 20            | -19           | 1             | 0             | 3               | -2              | 0               | 0               | 0+5                             | -0+-7                           | 0+0                             | 0+0                             | 0                    | -0                   | 0                    | 0                    | 28       | -28    | 1           | 0          |
| H. Citaišvili    | 10            | 0             | 1             | 0             | 1               | 0               | 0               | 0               | 0+1                             | 0+0                             | 0+0                             | 0+0                             | 1                    | 0                    | 0                    | 0                    | 13       | 0      | 1           | 0          |
| V. Cyhankov      | 27            | 14            | 3             | 0             | 4               | 1               | 1               | 0               | 2+6                             | 0+2                             | 0+0                             | 0+0                             | 0                    | 0                    | 0                    | 0                    | 39       | 17     | 4           | 0          |
| C. de Pena       | 28            | 9             | 6             | 0             | 3               | 0               | 1               | 0               | 2+4                             | 0+0                             | 0+0                             | 0+0                             | 1                    | 0                    | 0                    | 0                    | 38       | 9      | 7           | 0          |
| M. Duelund       | 8             | 0             | 0             | 0             | 1               | 2               | 0               | 0               | 0+0                             | 0+0                             | 0+0                             | 0+0                             | 0                    | 0                    | 0                    | 0                    | 9        | 2      | 0           | 0          |
| Fran Sol         | 13            | 1             | 1             | 0             | 2               | 0               | 0               | 0               | 1+1                             | 0+0                             | 0+0                             | 0+0                             | 0                    | 0                    | 0                    | 0                    | 17       | 1      | 1           | 0          |
| D. Harmaš        | 13            | 0             | 3             | 0             | 1               | 0               | 0               | 0               | 1+4                             | 0+0                             | 1+0                             | 0+0                             | 1                    | 1                    | 0                    | 0                    | 20       | 1      | 4           | 0          |
| T. Kádár         | 13            | 0             | 2             | 1             | 0               | 0               | 0               | 0               | 2+4                             | 0+0                             | 2+1                             | 0+0                             | 1                    | 0                    | 1                    | 0                    | 20       | 0      | 6           | 1          |
| A. Kadiri        | 15            | 0             | 4             | 0             | 1               | 0               | 0               | 1               | 0+0                             | 0+0                             | 0+0                             | 0+0                             | 0                    | 0                    | 0                    | 0                    | 16       | 0      | 4           | 1          |
| O. Karavajev     | 28            | 0             | 2             | 0             | 3               | 0               | 0               | 0               | 1+4                             | 0+0                             | 0+0                             | 0+0                             | 1                    | 0                    | 0                    | 0                    | 37       | 0      | 2           | 0          |
| I. Kargbo        | 2             | 0             | 0             | 0             | 1               | 0               | 0               | 0               | -+-                             | -+-                             | -+-                             | -+-                             | -                    | -                    | -                    | -                    | 3        | 0      | 0           | 0          |
| T. Kędziora      | 27            | 0             | 3             | 0             | 3               | 0               | 1               | 0               | 2+6                             | 0+0                             | 1+1                             | 0+0                             | 1                    | 0                    | 0                    | 0                    | 39       | 0      | 6           | 0          |
| V. Mykolenko     | 23            | 3             | 5             | 0             | 4               | 0               | 2               | 0               | 2+6                             | 0+0                             | 1+1                             | 0+0                             | 1                    | 0                    | 0                    | 0                    | 36       | 3      | 9           | 0          |
| J. Pivarić       | 2             | 0             | 0             | 1             | 1               | 0               | 0               | 0               | 0+0                             | 0+0                             | 0+0                             | 0+0                             | 0                    | 0                    | 0                    | 0                    | 3        | 0      | 0           | 1          |
| D. Popov         | 16            | 1             | 6             | 0             | 3               | 1               | 1               | 0               | 0+3                             | 0+0                             | 0+0                             | 0+0                             | 0                    | 0                    | 0                    | 0                    | 22       | 2      | 7           | 0          |
| G. Rodrigues     | 8             | 2             | 1             | 0             | 0               | 0               | 0               | 0               | 2+2                             | 0+0                             | 1+0                             | 0+0                             | -                    | -                    | -                    | -                    | 12       | 2      | 2           | 0          |
| N. Rusyn         | 12            | 2             | 1             | 0             | 1               | 0               | 0               | 0               | -+-                             | -+-                             | -+-                             | -+-                             | -                    | -                    | -                    | -                    | 13       | 2      | 1           | 0          |
| A. Šabanov       | 26            | 2             | 4             | 0             | 4               | 0               | 2               | 0               | 0+5                             | 0+1                             | 0+3                             | 0+0                             | 0                    | 0                    | 0                    | 0                    | 35       | 3      | 9           | 0          |
| M. Šaparenko     | 15            | 1             | 2             | 0             | 2               | 0               | 0               | 0               | 0+1                             | 0+0                             | 0+1                             | 0+0                             | 0                    | 0                    | 0                    | 0                    | 18       | 1      | 3           | 0          |
| V. Šepeljev      | 26            | 0             | 5             | 1             | 4               | 0               | 1               | 1               | 1+6                             | 1+0                             | 0+1                             | 0+0                             | 1                    | 0                    | 0                    | 0                    | 38       | 1      | 7           | 2          |
| Sidcley          | 0             | 0             | 0             | 0             | 0               | 0               | 0               | 0               | 0+0                             | 0+0                             | 0+0                             | 0+0                             | 0                    | 0                    | 0                    | 0                    | 0        | 0      | 0           | 0          |
| O. Syrota        | 2             | 0             | 1             | 0             | 1               | 0               | 1               | 0               | -+-                             | -+-                             | -+-                             | -+-                             | -                    | -                    | -                    | -                    | 3        | 0      | 2           | 0          |
| S. Sydorčuk      | 25            | 1             | 7             | 1             | 3               | 1               | 2               | 0               | 1+5                             | 0+0                             | 1+1                             | 0+1                             | 1                    | 0                    | 0                    | 0                    | 35       | 2      | 11          | 2          |
| B. Verbič        | 25            | 11            | 3             | 1             | 4               | 1               | 2               | 0               | 2+5                             | 0+2                             | 0+3                             | 0+0                             | 1                    | 0                    | 0                    | 0                    | 37       | 14     | 8           | 1          |